# Ondřej Vaněk
Ondřej Vaněk (ur. 5 lipca 1990 w Brnie) – czeski piłkarz grający na pozycji pomocnika w FC Zbrojovka Brno.

## Kariera klubowa
Karierę rozpoczął w Zbrojovce Brno. W wieku 18 lat trafił do Slavii Praga. W listopadzie 2009 został włączony do pierwszej drużyny tego klubu. W 2010 został wypożyczony do FC Hlučín. Na początku 2011 przeszedł do Baumitu Jablonec. W styczniu 2014 podpisał trzyipółletni kontrakt z Kayserisporem. W maju 2014 podpisał trzyletnią umowę z Viktorią Pilzno. W lipcu 2016 podpisał czteroletni kontrakt z FK Ufa

## Kariera reprezentacyjna
W reprezentacji Czech zadebiutował 14 sierpnia 2013 w wyjazdowym meczu towarzyskim z Węgrami.

## Osiągnięcia
- Mistrzostwo Czech (2): 2014/2015, 2015/2016
- Puchar Czech (1): 2012/2013